# Salón Alemán de la Fama del Hockey sobre Hielo

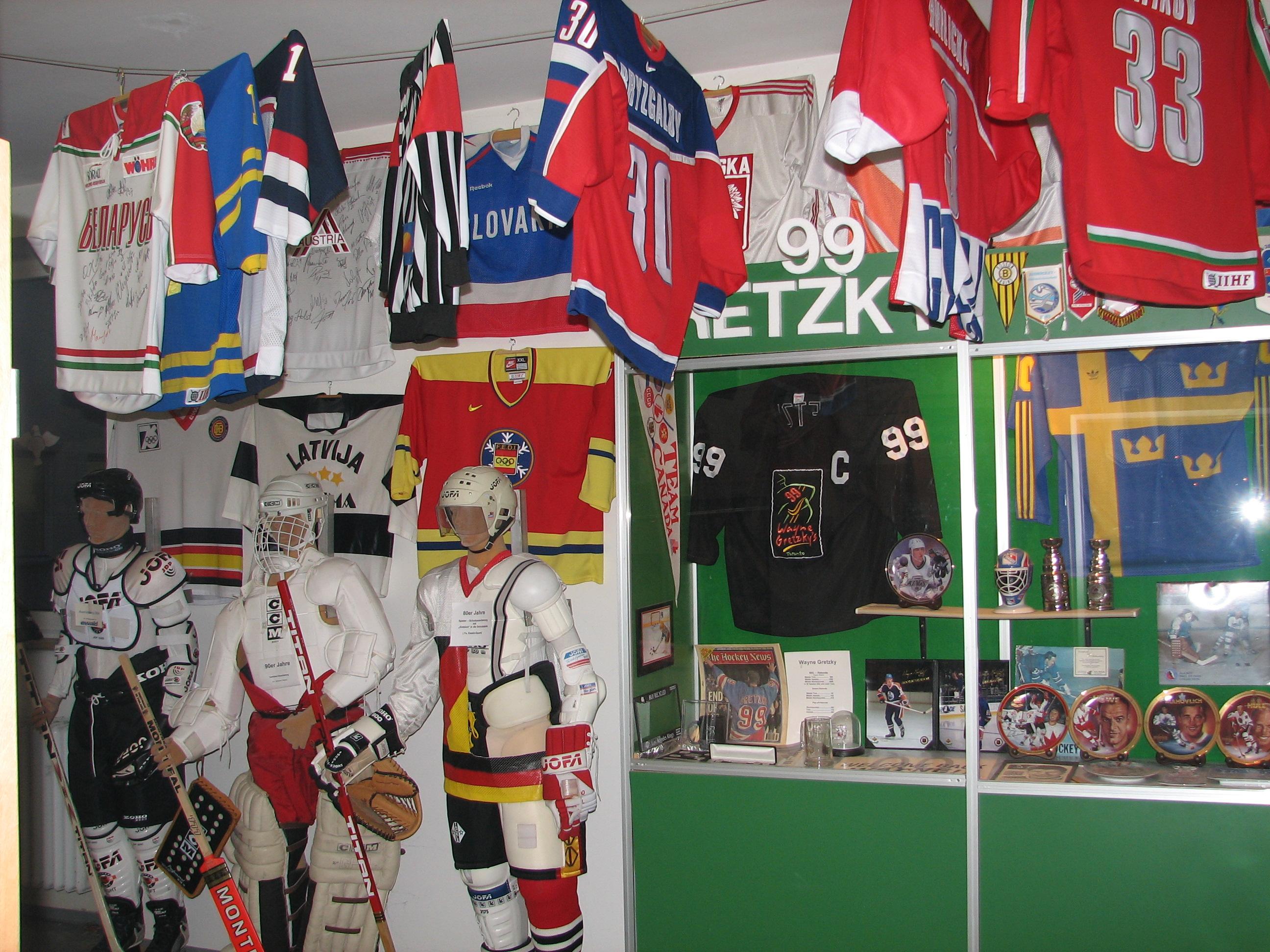
Salón de la Fama del Hockey sobre hielo en Alemania

El Salón Alemán de la Fama del Hockey sobre Hielo fue fundado en 1988 y está ubicado en Augsburgo, Alemania. El Salón honra a aquellos individuos que han realizado importantes contribuciones al deporte del hockey en Alemania. El Salón alberga muestras y exhibiciones de objetos relacionados con jugadores, entrenadores, árbitros y otros individuos.